# Kościół Najświętszej Maryi Panny Wspomożenia Wiernych w Rzędowie
Kościół Najświętszej Maryi Panny Wspomożenia Wiernych – rzymskokatolicki kościół filialny położony przy ulicy Opolskiej w Rzędowie. Kościół należy do parafii św. Antoniego Padewskiego w Dylakach w dekanacie Ozimek w diecezji opolskiej.

## Historia kościoła
Kościół filialny w Rzędowie został wybudowany w latach 1982–1983.